# Fitchburg (Wisconsin)
Fitchburg is een plaats (city) in de Amerikaanse staat Wisconsin, en valt bestuurlijk gezien onder Dane County.

## Demografie
Bij de volkstelling in 2000 werd het aantal inwoners vastgesteld op 20.501. In 2006 is het aantal inwoners door het United States Census Bureau geschat op 22.506, een stijging van 2005 (9,8%).

## Geografie
Volgens het United States Census Bureau beslaat de plaats een oppervlakte van 90,3 km², waarvan 90,2 km² land en 0,1 km² water.

## Plaatsen in de nabije omgeving
De onderstaande figuur toont nabijgelegen plaatsen in een straal van 12 km rond Fitchburg.